# Stimmpaste

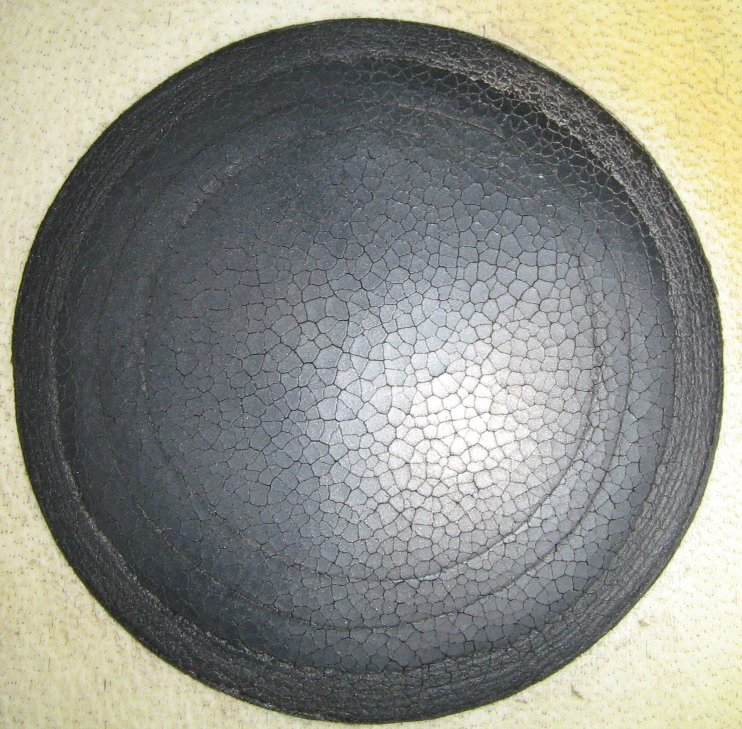
Stimmpaste auf einer baya. Die Ringe zeigen mehrere Applikationen von Paste während der Herstellung des Fells. Die Risse sind notwendig, damit das Trommelfell frei schwingen kann.

Die Stimmpaste, in Indien स्याही syāhī, siyāhī oder गाब gāb, ist eine vor allem in den südasiatischen Trommeltraditionen vorkommende Methode, das Schwingungsverhalten des Fells zu verändern. Dazu wird eine Paste auf das Fell aufgetragen.
Der Sinn der Stimmpaste kann einerseits sein, die Masse des schwingenden Fells zu erhöhen, dadurch klingt das Fell tiefer als es seinem Durchmesser entsprechen würde. Andererseits können mit der Stimmpaste unerwünschte Obertöne gedämpft werden, so dass durch gezielten Anschlag Töne mit geringem Geräuschanteil erzeugt werden können.

## Material
In den einfachsten Fällen wird ein Klumpen aus einem Reis-Kalk-Gemisch vor dem Spielen auf das Fell geklebt. 
Bei hochentwickelten Instrumenten wie der tabla hingegen wird eine geheim gehaltene Mischung bereits während der Trommelfertigung in das Fell eingerieben, sodass ein dauerhafter, schwarzer Fleck entsteht.
Bei Varianten der dholak oder dholki wird die Stimmpaste innen am Bassfell angebracht.
Bei der pakhawaj wird die Stimmpaste des Bassfells vor jedem Spielen aus Wasser und Weizenmehl wie eine Art Brotteig zubereitet und als flacher „Pfannkuchen“ auf das Fell geklebt. 
Für einige moderne Instrumente verwendet man eine dauerhafte Stimmpaste aus Silikon.